# هايدن لويس
هايدن لويس (بالإنجليزية: Haydn Lewis)‏ مواليد 2 يناير 1986، هو لاعب كرة مضرب باربادوسي يلعب باليد اليسرى. أعلى تصنيف له في الفردي كان المركز الـ 583 في سنة 2008. أعلى تصنيف له في الزوجي كان المركز الـ 405 في سنة 2011. شارك في كأس ديفيز.

## روابط خارجية
- هايدن لويس على موقع رابطة محترفي التنس (الإنجليزية)
- هايدن لويس على موقع الاتحاد الدولي لكرة المضرب (الإنجليزية)
- هايدن لويس على موقع كأس ديفيز (الإنجليزية)
- هايدن لويس على موقع خلاصة التنس.كوم (الإنجليزية)
- هايدن لويس على موقع إي إس بي إن.كوم (الإنجليزية)
- هايدن لويس على موقع اتحاد ألعاب الكومنولث (مؤرشف) (الإنجليزية)